# 實尾島
實尾島（：／ Silmi do */?）是黃海上位於韓國西岸、仁川廣域市轄內的一座無人居住的島嶼，面積約為0.25平方（0.097平方英里），在仁川國際機場西南方約5（3.1英里）的地方。實尾島的東邊是有人居住的舞衣岛，與本土之間有渡船聯繫。
實尾島在朴正熙前總統統治期間，曾經是韓國創設的「684部隊」訓練行刺金日成任務的駐軍基地。是根據該部隊發動的實尾島事件改編而成的電影。